# Svicky
Svicky (чита се "свитски") је шести студијски албум хрватског композитора, текстописца и музичара Дина Дворника, објављен 2002.
Издала га дискографска кућа „Орфеј” (данас Campus), садржи десет песама, а продуцент је Даворин Илић.
Назив албума је игра речи, израз на локалном сплитском изговору написан је енглеским правописом „свитски” тј. светски човек.

## Албум
Материјал је више замишљен као поп албум, где Дино Дворник први пут користи компјутер за стварање музике. Настала је у атељеу Даворина Илића за осам месеци. Албум је представљен у загребачкој дискотеци Saloon. Након што је због несугласица напустио Croatia Records, потписао је за „Орфеј”, а на промоцији је изјавио: „Задовољан сам овим албумом и мислим да сам остао досљедан себи. Желио бих се захвалити дискографској кући „Орфеј” која ме док сам радио на реализацији албума није питала је ли се дрогирам”.
Сарадници на албуму били су Даворин Илић, Сандра Сагена, Анте Пецотић и Роберт Чалета уз многе друге. На албуму се налази неколико хитова „Ритам мој”, „Мала је авион”, „Љубав осјећам” и „Не знам коме припадам”.
Дино Дворник је снимио спотове за песме „Мала је авион” и „Не знам коме припадам”. Године 2002. је на Сплитском фестивалу за композицију „Телефон” освојио прву награду жирија.

## Списак песама
| №   | Назив                 | Трајање |  |
| 1.  | Ритам мој             | 3:54    |  |
| 2.  | Мала је авион         | 3:34    |  |
| 3.  | Љубав осјећам         | 3:39    |  |
| 4.  | Телефон               | 3:43    |  |
| 5.  | Пробај све            | 4:38    |  |
| 6.  | Не знам коме припадам | 4:06    |  |
| 7.  | Карамба               | 4:08    |  |
| 8.  | Не окрећи се сине     | 3:54    |  |
| 9.  | Живот мој             | 4:05    |  |
| 10. | Све што имам то си ти | 4:18    |  |